# Ampelocera crenulata
Ampelocera crenulata är en hampväxtart som beskrevs av Ignatz Urban. Ampelocera crenulata ingår i släktet Ampelocera och familjen hampväxter. Inga underarter finns listade i Catalogue of Life.